# Léon Van Hove
Léon Charles Van Hove (Bruxelas, 10 de fevereiro de 1924 — 2 de setembro de 1990) foi um físico belga.

## Biografia
Graduado em matemática e física pela Universidade Livre de Bruxelas, onde doutorou-se em 1946. De 1949 a 1954 trabalhou no Instiuto de Estudos Avançados de Princeton, deido a seu encontro com Robert Oppenheimer. Posteriormente trabalhou no Laboratório Nacional de Brookhaven, e foi diretor do Instituto de Física Teórica da Universidade de Utrecht. Recebeu em 1958 o Prêmio Francqui de ciências exatas. Foi convidado para chefe da divisão teórica da Organização Europeia para a Investigação Nuclear (CERN) em 1959, cargo em que permaneceu por três décadas.
Foi presidente da 17ª e 18ª Conferência de Solvay.